# 克爾瓦科查奧爾科山
13°37′00″S 70°32′59″W / 13.61667°S 70.54972°W
克爾瓦科查奧爾科山（Qillwaqucha Urqu），是秘魯的山峰，位於該國東南部普諾大區，由奧利亞切阿區和聖加萬區負責管轄，屬於安地斯山脈的一部分，海拔高度4,174米。